# Laarbeek

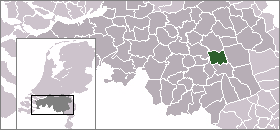
position i Noord-Brabant

Laarbeek är en kommun i provinsen Noord-Brabant i Nederländerna. Kommunens totala area är 56,17 km² (där 0,81 km² är vatten) och invånarantalet är på 21 622 invånare (1 februari 2012).